# Белый викинг
«Белый викинг» (исл. Hvíti víkingurinn) — фильм исландского режиссёра Храбна Гюднлёйгссона, снятый в 1991 году. Последний из трилогии фильмов о викингах.

## Сюжет
Норвегия, 999 год. Конунг Олав Трюггвасон принудил практически всех ярлов к принятию христианства. Остаётся сломить сопротивление последнего из них — Годбрандура. Во время свадьбы дочери ярла Эмблы и сына правителя Исландии Аскура конунг нападает на капище Одина. Сперва Олав пытается сжечь пленников, однако затем меняет своё решение — Аскур должен отправиться на родину и распространять там христианство, а Эмбла будет женой Олава.
Аскур отправляется в Исландию, но выясняется, что островитяне вовсе не горят желанием принимать новую веру. Впрочем, сводный брат Аскура, глуповатый Гюннар, и его мать больше беспокоятся по поводу потенциальных претензий Аскура на наследство отца. Они подстраивают убийство кузнеца Волондура и обвиняют в этом молодого человека. Аскура должны казнить, однако Торгир (не зная, что это его сын) придумывает более изощрённое наказание — юноша должен вернуться с проваленной миссией в Норвегию.
Однако там Аскуру удаётся вызволить Эмблу из монастыря, куда девушка была упрятана по приказу конунга. Но от Олава им всё равно не удаётся уйти. Впрочем, конунг одержим не только сладострастием, но и фанатизмом, и он снова посылает Аскура и епископа Тангбрандура в Исландию, а нескольких сыновей знатных родов этой страны оставляет в качестве заложников. По прибытии на остров Аскур встречается с отцом и сообщает ему условия конунга.
Торгир оказывается перед нелёгким выбором, но недаром он считается мудрейшим человеком в Исландии — он имитирует смерть сына, а затем вновь созывает альтинг, где демонстрирует вождям украшения их сыновей, которые находятся в заложниках у конунга. На альтинге правитель объявляет, что формально исландцы должны стать христианами, тогда как дома они могут верить в кого пожелают. Аскур же тайно возвращается в Норвегию, где встречается с Эмблой.

## В ролях
- Хельги Скуласон[англ.] — Торгир, правитель Исландии
- Готти Сигурдарсон[исл.] — Аскур, сын Торгира
- Гюннар Йоунссон[исл.] — Гюннар, второй сын Торгира
- Свейнн М. Эйдссон — Волондур, кузнец Торгира
- Торстейнн Ханнессон[исл.] — ярл Годбрандур
- Мария Бонневи — Эмбла, дочь Годбрандура
- Бриет Хединсдоттир[исл.] — Халльбера
- Томми Карлсен[норв.] — Мар
- Хедда Клостер — Альфдис
- Торгильс Му[норв.] — Тордур
- Томас Норстрём[англ.] — епископ Тангбрандур
- Эйидль Оулафссон[англ.] — конунг Олав
- Йоун Триггвасон — Кетилл

## Версии
Фильм существует в трёх редакциях:
- Первая редакция (1991) — трёхчасовая продюсерская версия, смонтированная вопреки воле режиссёра.
- Вторая редакция (2010) — это фильм «Эмбла» отражает режиссёрское видение сюжетной линии о приключениях Эмблы[2].
- Третья редакция (2012)  — полная авторская версия «Белого викинга» была издана на DVD в Исландии в 2012 году. Фильм идёт более 5 часов и разбит на 4 серии[3].